# Franklin Murphy

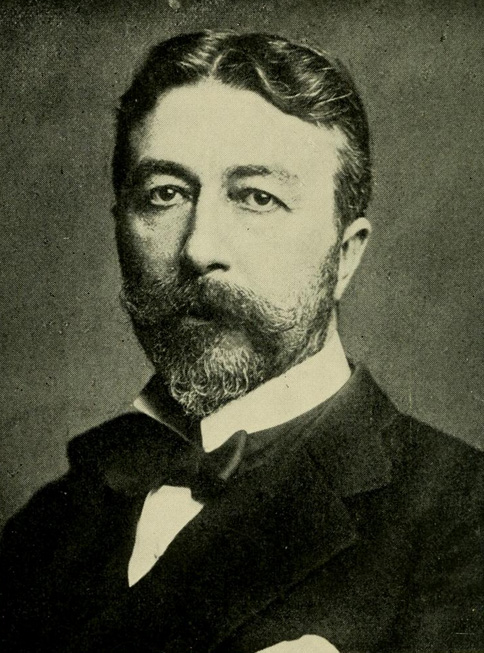
Franklin Murphy

Franklin Murphy (* 3. Januar 1846 in Jersey City, New Jersey; † 24. Februar 1920 in Palm Beach, Florida) war ein US-amerikanischer Politiker und von 1902 bis 1905 Gouverneur des Bundesstaates New Jersey.

## Frühe Jahre und politischer Aufstieg
Franklin Murphy besuchte die Grundschule in Newark. Trotz seiner Jugend trat er im Jahr 1862 während des Bürgerkrieges mit 16 Jahren in die Armee der Union ein. Er nahm an mehreren Schlachten teil und brachte es bei Kriegsende zum Oberleutnant. Am 8. Juni 1865 schied er aus der Armee aus. Nach dem Krieg gründete er die Varnish Company in Newark.
Murphy war Mitglied der Republikanischen Partei. Zwischen 1883 und 1886 war er Stadtrat in Newark und zeitweise dessen Präsident. Im Jahr 1885 saß er auch für eine Legislaturperiode als Abgeordneter in der New Jersey General Assembly. Von 1886 bis 1889 war er außerdem Kurator der Jamesburg Reform School for Boys. Zwischen 1892 und 1904 war er Vorsitzender seiner Partei in New Jersey. Diese Funktion übte er dann zwischen 1907 und 1910 noch einmal aus. Im Jahr 1900 war er Delegierter zur Republican National Convention, auf der Amtsinhaber William McKinley erneut als Präsidentschaftskandidat nominiert wurde. 1901 war er Abgesandter auf der Weltausstellung in Paris. Am 5. November 1901 wurde Franklin Murphy gegen James M. Seymour, den Kandidaten der Demokraten zum Gouverneur seines Staates gewählt.

## Gouverneur von New Jersey
Murphy trat sein neues Amt am 21. Januar 1902 an. In seiner dreijährigen Amtszeit konnte er einige progressive Maßnahmen durchsetzen. Unter anderem wurden das Kinderarbeitsschutzgesetz verbessert und das Bildungssystem reformiert. Damals entstand auch eine Heilanstalt für Tuberkulosepatienten. Die Gebühren in den Kreis- und Staatsverwaltungen wurden abgeschafft. Außerdem wurde in Murphys Amtszeit auch in New Jersey das Vorwahlprinzip eingeführt. Aufgrund einer Verfassungsklausel durfte er bei den Gouverneurswahlen des Jahres 1904 nicht direkt wieder kandidieren. Er unterstützte seinen Parteifreund Edward C. Stokes, der dann auch zu seinem Nachfolger gewählt wurde.
Auch nach dem Ende seiner Gouverneurszeit blieb Murphy politisch aktiv. Er war Vorsitzender seiner Partei in New Jersey sowie Delegierter auf allen Bundesparteitagen seiner Partei bis zu seinem Tod im Februar 1920. Im Jahr 1908 war er sogar als Kandidat für das Amt des US-Vizepräsidenten im Gespräch. Franklin Murphy war mit Janet Colwell verheiratet, mit der er zwei Kinder hatte.